# Jaltenango de la Paz
Jaltenango de la Paz es una localidad del estado mexicano de Chiapas, cabecera del municipio de Ángel Albino Corzo.

## Toponimia
Jaltenango proviene del náhuatl y se interpreta como "barrera o muralla de arena".

## Historia
La historia moderna de Jaltenango se remonta al siglo XVIII, a la finca homónima que aparece en documentos, de 1778, del curato del Valle de Cuxtepeques, entidad jurídica a la que perteneció el territorio durante la época virreinal. En esos años la población registrada era de un español y 97 indios y laboríos. Años más tarde, en 1782, la población ascendía a 160 personas: 124 indios y 36 mulatos. Aún se aprecian edificaciones coloniales en Jaltenango, como la capilla de Santa Rosa, construida en 1779. Después de la independencia, estas tierras quedaron supeditadas al pueblo de San Bartolomé de los Llanos, hoy Venustiano Carranza. En el año de 1843 la finca fue adquirida por Juan Nicolás de Velazco y Martínez.
Para principios del siglo XX, la finca Jaltenango pertenecía a la familia Velasco Balboa, que fungía en carácter de terrateniente. Después del proceso revolucionario y la promesa del reparto agrario, en 1925, un grupo de campesinos de la vecina localidad de Montecristo de Guerrero, peones y baldíos, solicitaron a la Reforma Agraria la fundación de un poblado y el reparto de los terrenos de la finca Jaltenango. Siendo el fallo positivo a favor de los campesinos, en 1927 se fundó de manera oficial el ejido de Jaltenango, ubicado en las confluencias del río Limón y el río Jaltenango. Fue en 1933, durante el mandato de Victorico Grajales que Jaltenango se eleva a rango de cabecera del incipiente municipio Ángel Albino Corzo.

## Geografía
Jaltenango de la Paz, también conocida como Ángel Albino Corzo, pertenece a la región socioeconómica VI Frailesca. Está ubicada a una altitud de 632 m s. n. m., en la posición 16°1′27″N 91°53′54″O / 16.02417, -91.89833.
Según la clasificación climática de Köppen, el clima corresponde al tipo Cwb - Templado con invierno seco (verano suave).

## Demografía
Cuenta con 11 875 habitantes lo que representa un incremento promedio de 1.3% anual en el período 2010-2020 sobre la base de los 10 427 habitantes registrados en el censo anterior. Ocupa una superficie de 3.894 km², lo que determina al año 2020 una densidad de 3050 hab/km².
| Gráfica de evolución demográfica de Jaltenango de la Paz entre 2000 y 2020 |
|                                                                            |
| Fuente: Instituto Nacional de Estadística Geografía e Informática          |

En el año 2010 estaba clasificada como una localidad de grado alto de vulnerabilidad social.
La población de Jaltenango de la Paz está mayoritariamente alfabetizada (9.36% de personas analfabetas al año 2020) con un grado de escolarización en torno de los 7.5 años. El 4.05% de la población es indígena.